# Maturité spécialisée en Suisse
La maturité spécialisée est un titre pré-académique faisant partie du degré secondaire II que l'on peut obtenir à l'issue d'une filière de formation en école de culture générale en Suisse romande.

## Description
Elle correspond généralement à une 4e année de formation qui complète le cursus scolaire (le niveau de culture générale) par une approche pratique et spécialisée (stage spécifique et travail de maturité) qui ouvre les portes des Hautes écoles spécialisées (HES) en lien avec l'orientation choisie. Avec la maturité gymnasiale et la maturité professionnelle, elle constitue un des trois piliers qui atteste la « maturité » requise pour commencer une formation de niveau tertiaire autre que la « filière ES ». De façon générale, la maturité spécialisée reflète une maturité personnelle acquise dans un cadre qui privilégie la culture générale (approche scolaire) en lien avec un choix professionnel spécifique et déterminant.
La maturité spécialisée étant relativement récente (Genève est le premier canton romand à l'avoir introduite en 2005), son offre est en constante évolution. Le tableau ci-dessous répertorie l'offre dans les cantons romands pour l'année 2011-2012.
À noter que depuis 2012-2013, le canton de Genève et le canton de Vaud délivrent des titres de maturité spécialisée orientation musique qui permettent à leurs récipiendaires d'accéder aux Hautes écoles de musique.
| Orientation               | Fribourg | Genève | Jura | Neuchâtel | Valais | Vaud | Berne FR |
| ------------------------- | -------- | ------ | ---- | --------- | ------ | ---- | -------- |
| Arts visuels              | -        | ✔️     | ✔️   | -         | ✔️     | ✔️   | -        |
| Musique                   | -        | ✔️     | -    | -         | -      | ✔️   | -        |
| Pédagogique               | ✔️       | -      | -    | -         | ✔️     | ✔️   | ✔️       |
| Santé                     | ✔️       | ✔️     | ✔️   | ✔️        | ✔️     | ✔️   | ✔️       |
| Travail social            | ✔️       | ✔️     | ✔️   | ✔️        | ✔️     | ✔️   | ✔️       |
| Théâtre                   | -        | -      | -    | -         | ✔️     | -    | -        |
| Communication-information | -        | ✔️     | -    | -         | -      | -    | -        |
| Sport                     | -        | -      | ✔️   | -         | -      | -    | -        |